# USS Barry (DDG-52)
USS Barry (DDG-52) – amerykański niszczyciel rakietowy typu Arleigh Burke, należący do pierwszej wersji produkcyjnej jednostek tego typu "Flight I".
19 marca 2011 roku o godz. 21:45 czasu lokalnego, w ramach operacji "Odyssey Dawn", "Barry" odpalił pociski manewrujące Tomahawk SLCM na stanowiska libijskiej obrony powietrznej w okolicach Trypolisu i Misraty.